# Djebel (Bulgarie)
Pour les articles homonymes, voir Djebel (homonymie).
La ville de Djebel (en bulgare Джебел, translittération internationale Džebel, en turc Cebel) est située dans les Rhodopes orientales et est entourée de forêts de conifères tempérées : aux environs de la ville se trouve une forêt de chênes.

## Histoire
Dans l'Antiquité, la région était peuplée de tribus thraces. Elle a fait partie de l'Empire romain puis de l'Empire byzantin avant d'être intégrée au IXe siècle au premier royaume bulgare. Elle a été conquise par les Ottomans dans les années 60 du XIVe siècle. Au XXe siècle, elle est rattachée à la Bulgarie après la Première Guerre balkanique. La localité a fait partie, depuis son intégration à la Bulgarie, de différents ensembles administratifs. En 1969, le village de Džebel a obtenu le statut de ville.

## Population
La majorité de la population de Džebel est constituée de Bulgaro-Turcs de tradition musulmane sunnite.

## Économie
L'activité économique principale à Džebel comme dans toute l'obština est la production et la transformation de tabac. La production annuelle est de plusieurs milliers de tonnes, en général de la variété Džebel basma (Джебел басма).

## Curiosités naturelles et culturelles
Les vestiges de la forteresse byzantine d'Ustra (Xe siècle) se trouvent sur le territoire de l'obština de Džebel. Vers 1900, à la suite d'un fort tremblement de terre, la « montagne brisée » (Счупената планина, Sčupenata planina) a surgi de terre. Cette montagne s'est révélée être un massif volcanique ancien riche en perlite.